# Чильмамедкум
Чильмамедкум (туркм. Çilmämmetgum) — песчаный массив на востоке Красноводского плато, на Красноводском полуострове, в западном Туркменистане.
Пески Чильмамедкум расположены во впадине между Красноводским плато и плато Устюрт. Большая часть Чильмамедкума покрыта слабо заросшими субширотными крутосклонными крупными хребтами (20–25 м). В западной трети Чильмамедкума распространены глубокие пески (до 60 м) с пятнами барханов.
Пески Чильмамедкум были нанесены на карту российским военным топографом и геодезистом Иеронимом Ивановичем Стебницким, который занимался изучением сухого русла Узбоя.